# 清川駅 (樺太)
清川駅（きよかわえき）は、かつて樺太豊原市に存在した樺太庁鉄道東海岸線の仮駅である。後に復活し、現在はロシア鉄道極東鉄道支社サハリン地域部のスィーチモール停留所（о.п. Сити Молл）である。スィーチモールとはロシア語でシティモールという意味である。

## 歴史
- 1906年（明治39年）8月1日：陸軍軽便鉄道のホムトフカ駅として開業[1]。
- 1907年（明治40年）4月1日：樺太庁鉄道に移管。
- 1911年（明治44年）3月29日：清川駅に改称。
- 1922年（大正11年）1月16日：廃止。
- 1940年（昭和15年）9月1日：仮駅として再開業。
- 1941年（昭和16年）12月1日：休止。
- 1943年（昭和18年）4月1日：南樺太の内地化により、鉄道省に編入と同時に廃止。
- (時期不明)：スィーチモール停留所として復活。

## 現在の駅構造
単式ホーム1面1線のホームを有する停留場。駅員無配置で、駅舎は設けられておらず直接ホームに入る構造である。

## 駅周辺

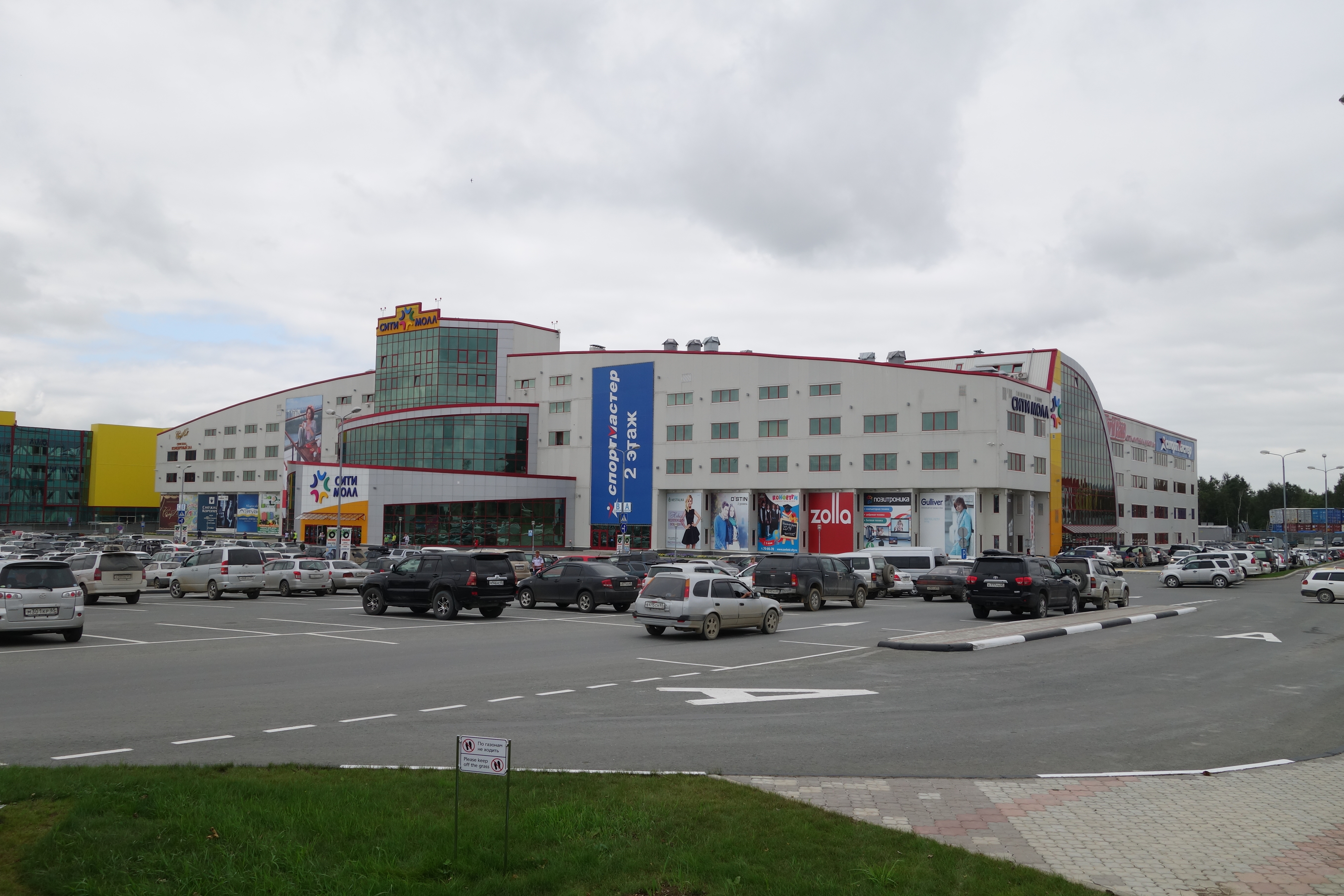
シティモール（北側）

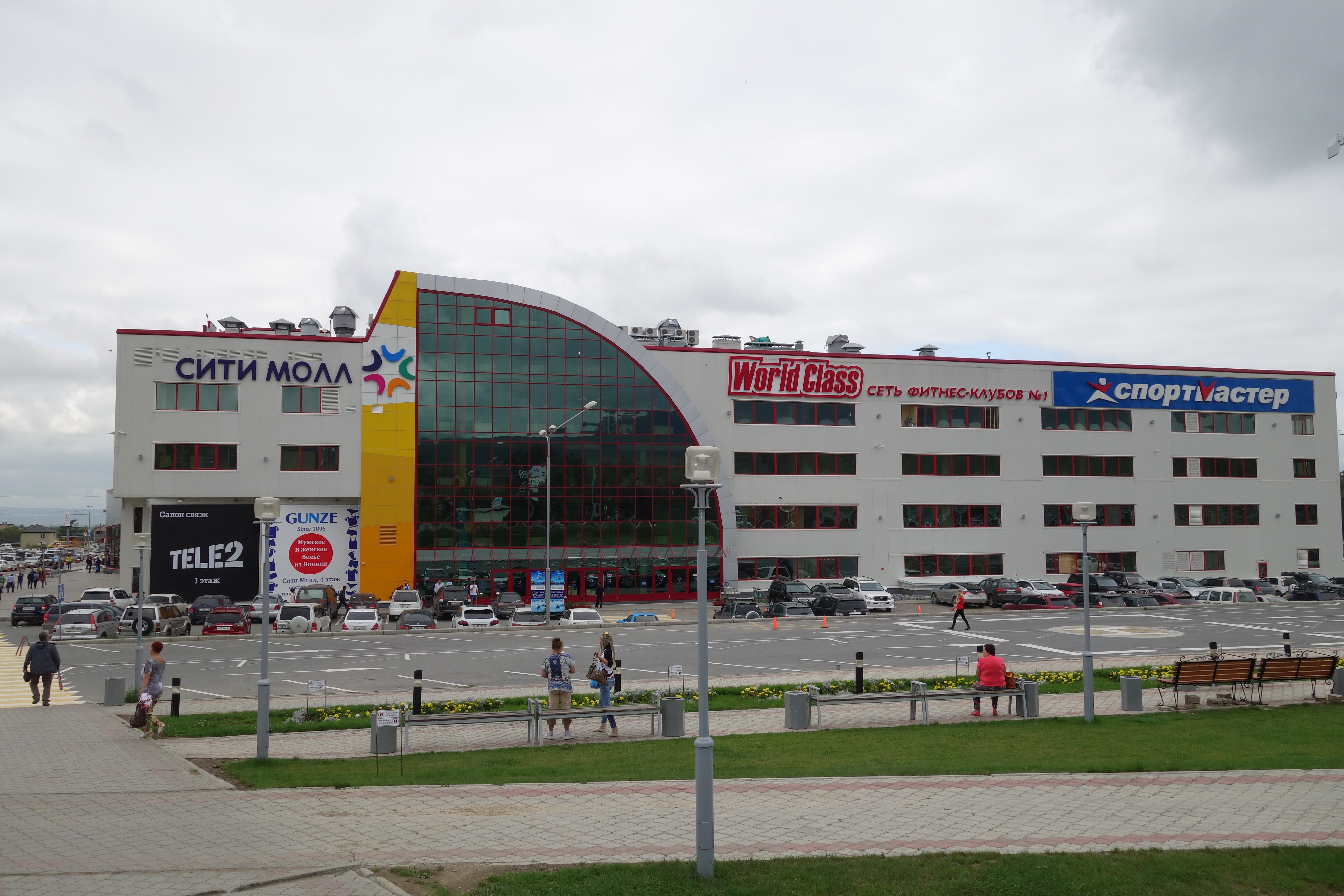
シティモール（西側）

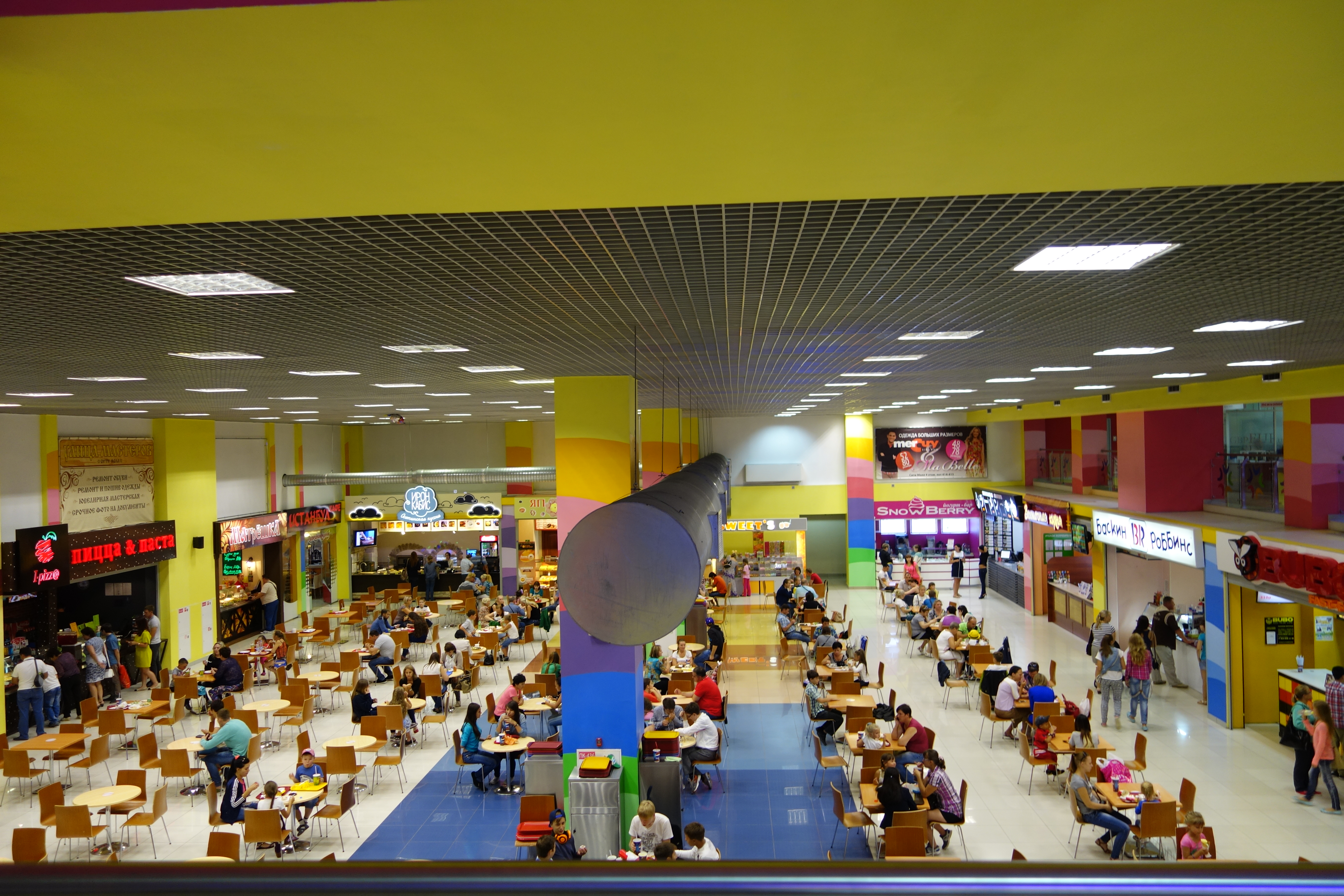
シティモール3階フードコートフロア

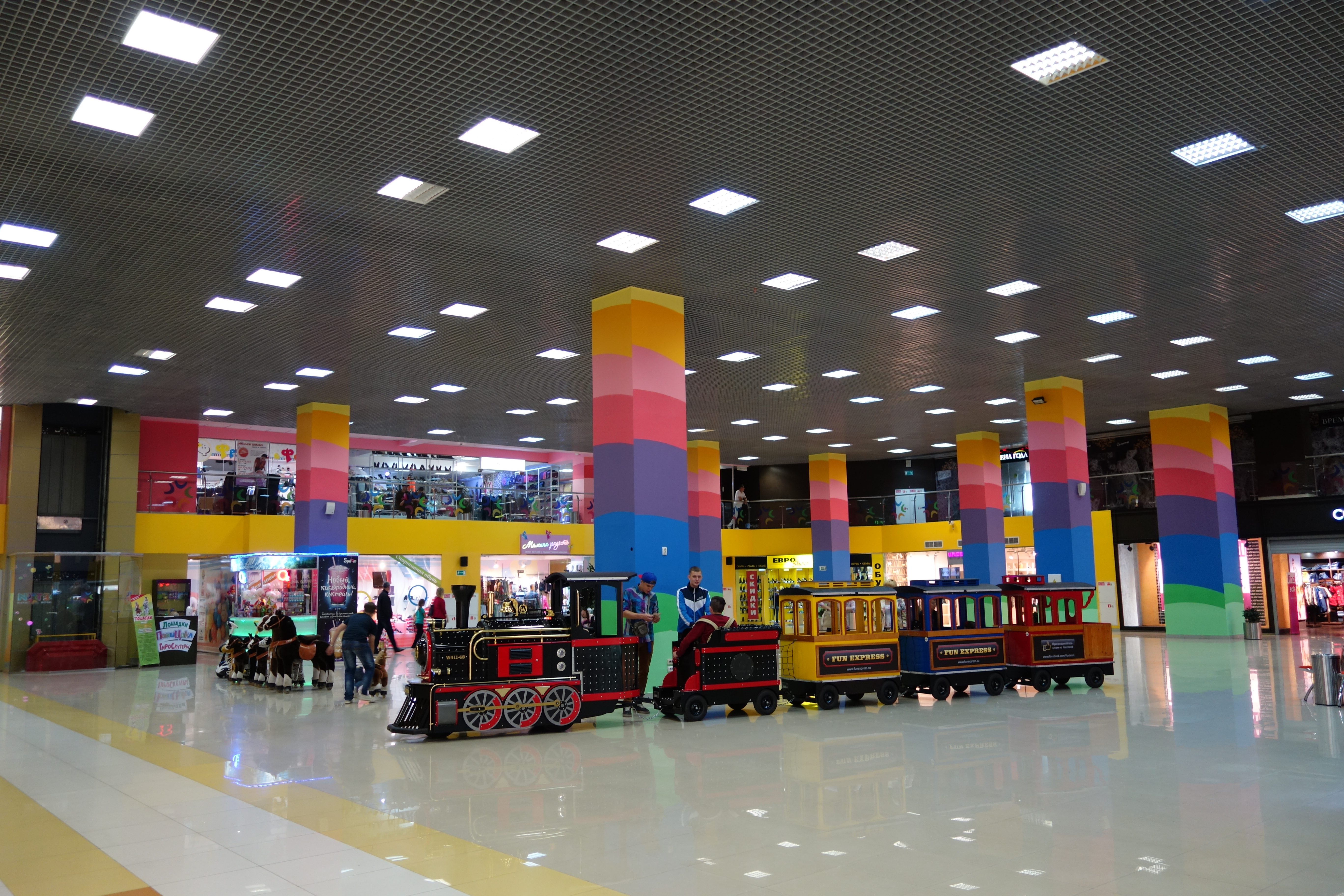
シティモール店内を周回するパーク・トレイン風低速バッテリーカー（児童のみ乗降可）

- シティモール（もしくは「シーチモルル」。ロシア語表記「Сити Молле」） - 中心部より南方7km程先（中心部では約1.5km程の間隔を開けて並行している市内二大南北縦貫道路「レーニナ通り」（旧「豊原大通り」南方向大延長道路部分）「ミーラ大通り（旧東8条通り）」が南方向に進むに従い間隔を狭め、やがてV字状に連結する手前という好立地区画）に位置する大型ショッピングモール。2009年11月にプレオープンされ、2010年5月に正式オープン（建設風景画像付き解説HP、建設工事および開業についての画像付き解説HP（ロシア語））。ロシア極東随一の規模を誇る。Apple Storeやロイズコンフェクトなど外資系企業の出店もあり。児童客のみ利用可能な店内周回パーク・トレイン風低速バッテリーカー（複数台を連結）なども完備。市内住民向けの機能店である為、市外・州外・国外から来た観光客向けテナントは少なかったが、近年、ガガーリン記念文化公園（旧御大典記念豊原市民公園）内より移転してきた「サハリンスキー・ムゼイ・メドヴェジャ（サハリン生息クマ博物館）」（公式HP（ロシア語）、館内グーグル・ストリートビュー画像）等、状況に変化が見られる。シーチモルル公式HP（ロシア語）、解説HP1、解説HP2、解説HP3、店内紹介動画1、店内紹介動画2、店内紹介動画3、店内紹介動画4、グーグル・ストリートビュー画像

主なフロア構成は下記の通り。
| 階 | フロア概要                                               |
| -- | -------------------------------------------------------- |
| 6F | キッチン家具ショールーム                                 |
| 5F | サハリン生息クマ博物館（二代目）、ゲームセンター         |
| 4F | 家具店、複数テナント店                                   |
| 3F | フードコート（解説HP、映画館、子供向け屋内遊園器具パーク |
| 2F | 複数アパレルショップ                                     |
| 1F | 食品スーパー「シティマーケット」、複数テナント店         |

## 現在の運行状況
- ピャーチ・ウグロフ - ユジノサハリンスク間の近郊列車（Д2系気動車列車、コルサコフ方面1本・ユジノサハリンスク方面2本）が平日のみ停車する。

## 隣の駅

### 1944年当時
樺太庁鉄道
東海岸線
豊南駅 - 清川駅 - 大沢駅

### 現在
ロシア鉄道極東鉄道支社サハリン地域部
コルサコフ-ノグリキ線
エレクトリーチカ（各駅停車）
ハムトーヴォ停留所 - スィーチモール停留所 - オクチャーブリスキー停留所
※朝に運行される6017列車はエレクトリーチカであるが、当停留所を通過する。